# نظام انتباهي مراقب
الوظائف التنفيذية هي جهاز معرفي يدير ويتحكم في العمليات الإدراكية. اقترح نورمان وشاليس نموذجًا للأداء التنفيذي لنظام التحكم الانتباهي الذي يحدد كيف تُنشط أو تُخمد دوائر الأفكار والمخططات الذهنية للأفعال تبعًا للظروف الروتينية وغير الروتينية. تحدد المخططات أو السيناريوهات الذهنية سلسلة الأفعال أو الأفكار التي يفكر فيها المرء تحت تأثير الظروف البيئية. تُنشط حالة كل مؤثر استجابة أو مخططًا. يُضبط ابتداء المخطط المناسب في المواقف التقليدية التي تعلمها الدماغ جيدًا عن طريق تنظيم التنافس الذي يقوم حرفيًا بإحباط مخططات التحكم للجهاز المعرفي المتنافسة. تحت الظروف المميزة غير التقليدية، يتحكم النظام الانتباهي المراقب في تنشيط المخططات. النظام الانتباهي المراقب هو نظام مراقبة تنفيذية يشرف على تنظيم التنافس ويتحكم فيه من خلال التأثير على احتمالات تنشيط المخططات وتطبيق خطط عامة على المشاكل الجديدة أو المواقف التي تحدث أثناء عمليات الانتباه التلقائية.

## خلفية أساسية

### الوظائف التنفيذية
الوظائف التنفيذية هي عمليات إدراكية تتحكم في أنشطة المخ الأخرى وتؤدي وظيفتها غالبًا في المناطق الأمامية من الفص الجبهي. الوظائف التنفيذية، ذات القدرة المحدودة، مسؤولة عن بدء وتقوية وتنظيم وإحباط العمليات الإدراكية واللغوية والحركية والعاطفية. تكمن هذه العمليات خلف وظائف مثل تقييم الذات والتخطيط وحل المشكلات ونبضات التحكم والانتباه واختيار الخطط أو ترتيب التصرفات للوصول إلى الأهداف المرغوبة.
غالبًا ما يكون قياس الوظائف التنفيذية أقل دقة من قياس المهام غير التنفيذية بسبب ترابط وتعقيد المخ الذي تحدده عدة أشياء. يصعب قياس الوظائف التنفيذية بشكل منفصل عن كل الوظائف الإدراكية الأخرى وعادة ما تتأثر بالعوامل غير التنفيذية. ولذلك يمكن أن يكون فهم العلاقة بين السلوكيات والعمليات الإدراكية أمرًا صعبًا.
اقتُرحت عدة نماذج للوظائف التنفيذية التي لم يكن أحدها أصح أو مقبولًا أكثر من البقية. يجعل التعقيد الخفي للدماغ التحقق من أي النماذج أكثر صحة أمرًا صعبًا للغاية. يركز هذا المقال في الغالب على الوظيفة التنفيذية للنظام الانتباهي المراقب والأبحاث المتعلقة به.

#### نموذج نورمان وشاليس (1986)
في 1980/1986، اقترح عالما النفس دونالد نورمان وتيم شاليس إطارًا للتحكم الانتباهي للأداء الوظيفي. يستخدم هذا النموذج مخططات الأفكار والأفعال، هذه المخططات عبارة عن سلسلة من الأفكار السابق تعلمها وتسلسلات الأفعال مثل السيناريوهات، التي تحدد السلوكيات أثناء المواقف. تُنشط الخطط بسبب مؤثرات حسية أو بسبب نتيجة مخطط نُشّط مؤخرًا. على سبيل المثال، أن تجد كومة من الأطباق غير النظيفة لدى دخولك المطبخ (مدخل) يمكن أن تُبتدأ استجابة سلوكية للتنظيف (مخطط). من المفترض أن هناك كمية ضخمة متناهية من مخططات الأفكار والأفعال وأنها مرتبة في تسلسل هرمي. مثلًا، تمثل مخططات المستوى العالي حل المشكلات بينما تمثل مخططات المستوى المنخفض الأفعال.
هناك عمليتان رئيسيتان تديران أداء المخططات وتتحكم فيها في نموذج نورمان-شاليس. تنظيم التنافس آلية منخفضة المستوى تنظم عمليات المخططات للأفعال المألوفة التلقائية بالإضافة إلى بعض المواقف الجديدة. يضمن تنظيم التنافس أن يجري تنشيط المخطط المناسب ويمنع التنفيذ التلقائي لأي أفعال أخرى منافسة من خلال عملية التثبيط. لدى المخططات حالات انتقائية تبدأ في الحدوث عندما يصل مستوى التنشيط إلى حد معين. المخططات المتصلة ببعضها تثبط كل منها الأخرى. ستؤدي زيادة عدد تنشيطات مخطط ما إلى دخول أسهل له في المستقبل وتثبيط أكبر للمخططات المتصلة به. تُقوى المخططات التي تحدث في وقت واحد بالاستخدام مثل المشي والكلام، وتأخذ تحكمًا انتباهيًا أقل. تنظيم التنافس عملية سريعة وتلقائية ومتسقة في تنشيط المخططات.
المكون الثاني لنموذج نورمان-شاليس هو النظام الانتباهي المراقب. هذه الآلية عالية المستوى يمكن لها أن تتحكم في تنظيم التنافس. يراقب هذا النظام تخطيط الأفعال الواعي المتعمَد بالإضافة إلى المواقف الجديدة التي لا يمكن حلها بالمخططات السابق تعلمها أو عندما يكون ضروريًا منع خطأ أو استجابات معتادة. بالإضافة إلى مراقبة تنشيط المخططات الملائمة وتثبيط غير الملائمة، يتكيف النظام الانتباهي المراقب في حل المشاكل التي فشلت المخططات الموجودة في حلها. بكلمات أخرى، يعدل الخطط العامة كي يحل المشاكل غير الروتينية. لو لم تكن هناك مخططات موجودة متعلقة بالمشكلة، يمكن تكوين وتقييم وتنفيذ مخطط جديد تحت التحكم الانتباهي. يستغرق تكوين مخطط جديد من 8- 10 ثوانٍ تقريبًا. النظام الانتباهي المراقب بطيء وإرادي ويستخدم خططًا مرنة لحل مشاكل صعبة متنوعة.
هناك نوعان رئيسيان متميزان من عمليات الانتباه. العمليات الانتباهية التلقائية التي لا تتطلب تحكمًا واعيًا وتُنشَّط استجابةً للمؤثرات البيئية المألوفة.على النقيض من العمليات الانتباهية المتحكم بها التي تتطلب التحكم الواعي للاستجابة للمواقف المميزة.
يشمل المكون التنفيذي للذاكرة العاملة النظام الانتباهي المراقب لتخزين المعلومات الملائمة والتحكم فيها ومعالجتها. ويعزز السلوك المستقل الذي تشتمل عليه عمليات الذاكرة والتخطيط واتخاذ القرار والتقييم المعرفي وحل المشكلات والبيئات الخطيرة والمواقف الجديدة وتثبيط الخطأ. ويشمل أيضًا المكونات الأساسية لانتباه الإنسان التي تضم الانتقاء والقابلية للتقسيم والقابلية للنقل والاستدامة. انتقاء الانتباه هو القدرة على اختيار مهمة محددة للتركيز عليها مع إهمال مؤثر آخر أكثر بروزًا أو مجموعة من المؤثرات في الخلفية. القابلية للتقسيم هي عندما ينقسم الانتباه بين المهام، أما تعرف القدرة على القفز بالاهتمام من مهمة ما إلى المهمة التالية بالقابلية للنقل. يشار إلى الحفاظ على الانتباه منصبًا على مهمة واحدة لمدة طويلة باستدامة الانتباه. النظام الانتباهي المراقب مسؤول أيضًا عن وضع المخططات الأساسية للمهام المتوقعة. مع ذلك، يتزامن نقص نشاط  النظام الانتباهي المراقب مع نقص انتباه لحظي ما يؤدي إلى تصرف لا علاقة له بالموضوع ويعرف بخطأ الالتقاط. عندما لا ينجح النظام الانتباهي المراقب في تثبيط مخططات لا صلة لها بالموضوع يتأثر الانتباه سلبًا. بالمثل، يعاني المرضى الذين لديهم اضطراب في النظام الانتباهي المراقب من صعوبة في استدعاء ذكريات أحداث معينة ومن مشاكل في التركيز والتخطيط وبدء الأفعال.